# Ixora nicobarica
Ixora nicobarica är en måreväxtart som beskrevs av Cornelis Eliza Bertus Bremekamp. Ixora nicobarica ingår i släktet Ixora och familjen måreväxter. Inga underarter finns listade i Catalogue of Life.